# 瓦恩蘭 (阿拉巴馬州)
瓦恩蘭（英語：Vineland）是一個位於美國阿拉巴馬州馬倫戈縣的非建制地區。該地的面積和人口皆未知。

## 地理
瓦恩蘭的座標為32°02′8.5″N 87°39′34″W / 32.035694°N 87.65944°W，而該地的平均海拔高度為45米（即148英尺）。